# Hai He
Der Hai He (chinesisch 海河, Pinyin Hǎi Hé – „Meerfluss“), früher auch Bai He (白河,  Bái Hé,  Pai Ho, veraltet nach Stange Paiho, dt. „Weißer Fluss“) genannt, ist ein chinesischer Fluss, der durch Tianjin fließt und in den Golf von Bohai im Gelben Meer mündet.
Von Tianjin aus ist der Hai He über den Kaiserkanal mit dem Huang He („Gelber Fluss“) und dem Jangtse verbunden. Das Flusssystem des Hai He wurde durch diesen Kanal grundlegend geändert. Zuvor hatten der Wei He, der Ziya He, der Yongding He und der Bai He jeweils eine eigene Meeresmündung; da man jedoch das Wasser dieser Flüsse benötigte, um die Schiffbarkeit des Kaiserkanals zu garantieren, blieb nur einer der Flussunterläufe übrig. Dieser entspricht dem heutigen Verlauf des Hai He.
Der Hai He entsteht in und um Tianjin durch den Zusammenfluss des südlichen Kaiserkanals, des Ziya He, des Daqing He, des Yongding He sowie des nördlichen Kaiserkanals. Der südliche Kaiserkanal wird zusätzlich bei Linqing vom Wei He gespeist. Der nördliche Kaiserkanal entspricht ab dem Pekinger Stadtbezirk Tongzhou dem Verlauf des Bai He (Chaobai He). Da dieser auch der einzige Zugang Pekings zum Meer war, wurde der Hai He von Europäern und Amerikanern auch als Bai He bezeichnet.
Der Hai He im engeren Sinn ist auf der Strecke von Tianjin bis zu seiner Mündung nur 70 km lang. Rechnet man jedoch seinen längsten Zufluss hinzu, ergibt sich eine Länge von 1.329 km. Sein Einzugsgebiet ist ungefähr 319.000 km² groß.

## Geschichtliche Ereignisse
Am 20. Mai 1858 war der Fluss Schauplatz einer Invasion der anglo-französischen Streitkräfte während des Zweiten Opiumkrieges, bei der die Taku-Forts erobert wurden.